# Cyrtopodion medogense
Cyrtopodion medogense là một loài thằn lằn trong họ Gekkonidae. Loài này được Zhao & Li mô tả khoa học đầu tiên năm 1987.